# Сверхъестественная фантастика
Supernatural fiction(рус. Сверхъестественная фантастика  — поджанр фантастики, сосредоточенный на темах о сверхъестественном, часто противоречащих натуралистическим предположениям о реальном мире .

## Описание
В самом широком определении сверхъестественная фантастика пересекается с примерами weird fiction, фантастики ужасов, литературы о вампирах, истории с привидениями и фэнтези. Элементы сверхъестественной фантастики можно найти в письменной форме из жанра научной фантастики. Однако среди учёных, читателей и коллекционеров сверхъестественную фантастику часто классифицируют как дискретный жанр, определяемый устранением «ужасов», «фэнтези» и элементов, важных для других жанров. Один из жанров сверхъестественной фантастики, который, по-видимому, охватывает в целом, — это традиционная история с приведениями.
Жанры фэнтези и сверхъестественной фантастики часто пересекаются и могут быть перепутаны друг с другом, хотя между этими двумя жанрами существуют некоторые важные различия. Фэнтези обычно происходит в другом мире, где фантастические существа или магия являются нормальными. Однако в сверхъестественной художественной литературе магия и чудовища не являются нормой, и тайна таких вещей обычно тесно переплетается в сюжете. Сверхъестественный жанр выделяет сверхъестественных существ или события в реальном мире. Кроме того, сверхъестественная фантастика также, как правило, фокусируется на саспенсе и тайне и меньше на экшене и приключениях.
Оккультная детективная фантастика сочетает в себе тропы сверхъестественной фантастики с тропами детективной фантастики. Сверхъестественная художественная литература и драма имеют сверхъестественные элементы, смешанные в историю о внутреннем конфликте персонажей и/или драматическом конфликте между главным героем, человеческим и/или сверхъестественным миром, обществом и между группами.

## Происхождение
Автор книги "Восстание сверхъестественной фантастики 1762-1800" утверждает, что происхождение сверхъестественной фантастики происходит из Великобритании во второй половине 18-го века. Рассказы о коклэйнском призраке были опубликованы в газетах в 1762 году, и в настоящее время также распространен интерес к спиритуализму. Людям нужно было видеть настоящих призраков и испытывать их опосредованно через художественные произведения.
С. Л. Варнадо утверждает в «Haunted Presence: The Numinous in Gothic Fiction», что начало интереса к сверхъестественному исходит от тяги человечества к опыту божественного, так что даже старые мифологические сказки о рыцарях короля Артура дают читателю ощущение присутствия «святых» вещей. Затем автор продолжает отслеживать это влияние в будущем с помощью движения готической литературы.
Известный писатель ужасов Говард Лавкрафт ссылается на страх человека перед неизвестным как на происхождение сверхъестественной художественной литературы в своем эссе «Сверхъестественный ужас в литературе» (1927). Далее он описывает корни литературного жанра в готической литературе. Описание в романе «Грозовой перевал» (1847) естественного окружения, в котором происходит роман, и жуткого настроения, которое он вызывает, цитируется как один из первых случаев сверхъестественного ужаса, вызванного в литературе.
В XX веке сверхъестественная фантастика стала ассоциироваться с психологической фантастикой. В этой ассоциации описания происходящих событий не объясняются через призму природного мира, что приводит к выводу, что сверхъестественное является единственным возможным объяснением того, что было описано. Классическим примером этого может служить «Поворот винта» (1898) Генри Джеймса, который предлагает как сверхъестественную, так и психологическую интерпретацию описанных событий. В этом примере двусмысленность усиливает последствия как сверхъестественного, так и психологического. Аналогичным примером является рассказ Шарлотты Перкинс Гилман «Жёлтые обои».